# Huset Dunkeld
Huset Dunkeld var en dynasti i Skottland. Den satt på tronen åren 1034–1040 samt 1058–1290.